# Jean-Paul Delevoye

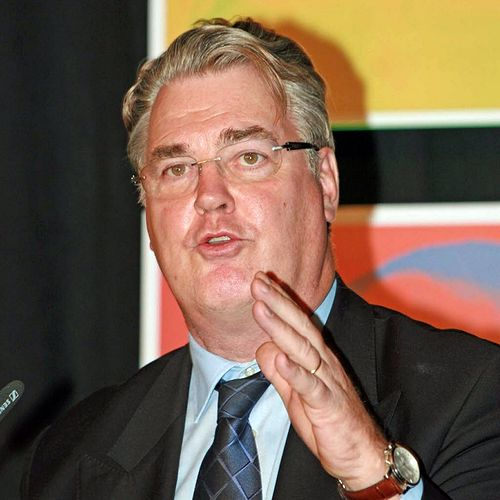
Jean-Paul Delvoye

Jean-Paul Delevoye (Bapaume, 22 januari 1947) is een Frans politicus. Hij was parlementslid, minister en burgemeester van Bapaume.

## Levensloop
Delevoye studeerde in Amiens, aan hetzelfde jezuïetencollege La Providence, waar dertig jaar later ook Emmanuel Macron leerling was. Hij werd directeur van vennootschappen in de landbouwsector. In 1974 werd hij gemeenteraadslid van Avesnes-lès-Bapaume. Van 1982 tot 2002 en van 2004 tot 2014 was hij maire van Bapaume. Voor zijn opvolging steunde hij de socialist Jean-Pierre Cottel, wat een breuk met de UMP betekende.
Hij was ook lid van de Conseil régional du Nord-Pas-de-Calais, voorzitter van de vereniging van gemeenten rond Bapaume, later uitgebreid tot gemeenten van Zuid-Artesië. Hij was ook voorzitter van de vereniging van maires in Frankrijk (1992-2002).
Hij was lid van de Assemblée nationale (1986-1988) voor de RPR, senator (1992-2002) en voorzitter van de groepering van burgemeesters-senatoren. Onder zijn activiteiten:
- Hij schreef het rapport Cohésion sociale et territoire voor het Franse Planbureau (1999).
- Hij zat de commissie voor die het senaatsrapport opmaakte over de facilitering van de lokale bevoegdheden (1999-2000).
- Hij zat de werkgroep voor betreffende de juridische verantwoordelijkheid van verantwoordelijken binnen het ministerie van Justitie.
- In 1998 nam hij deel aan de studie Pour une approche globale du temps de l'enfant : l'expérimentation des rythmes scolaires.

In 1999 was hij met steun van president Jacques Chirac kandidaat-voorzitter van de RPR, maar werd verslagen door Michèle Alliot-Marie.
Hij werd minister van het Openbaar Ambt, Ruimtelijke Ordening en Staatshervorming (2002-2004) in de regeringen van Jean-Pierre Raffarin. Hij hervormde de École nationale d'administration (ENA) en de pensioenen voor de ambtenaren.
Van 2004 tot 2011 was hij ombudsman voor de Franse republiek. Van 2010 tot 2015 was hij voorzitter van de Conseil économique, social et environnemental (CESE). 
Vanaf 2016 steunde hij actief de beweging En Marche van Emmanuel Macron en werd voorzitter van de Commissie voor de investituren in het vooruitzicht van de parlementsverkiezingen van juni 2017. Uit 19.000 kandidaten moest hij met zijn commissie een lijst distilleren van personen aan wie de investituur werd verleend.
Op 14 september 2017 werd hij benoemd tot Hoge Commissaris voor de hervorming van de pensioenen. Hij organiseerde en overzag de verschillende adviezen, die moeten leiden tot een wetsvoorstel in de loop van 2019.
Op 3 september 2019 werd hij lid van de Franse regering, met de titel 'hoog commissaris voor de pensioenen'. In december kwam hij in de problemen toen bleek dat hij slechts drie van zijn dertien mandaten (waarvan twee bezoldigd) had vermeld op zijn vermogenverklaring. Op 16 december nam hij, bij het aanzwellen van de kritiek, ontslag, dat onmiddellijk werd aanvaard.

## Publicaties
- Le Guide du bon sens, ou comment rapprocher les citoyens et l'administration, Parijs, Cherche Midi, 2005.
- Reprenons-nous !, Parijs, Tallandier, 2012.